# Reial Ordre del 8 de març de 1910
La Reial Ordre del 8 de març de 1910 (Gaceta de Madrid, 9 de març) va ser una disposició de la legislació espanyola que autoritzava per igual la matrícula com a alumnes de dones i homes, permetent a unes i altres accedir a l'Ensenyament Superior en igualtat de condicions. Aquest decret es va formular poc després que Emília Pardo Bazán fos nomenada Consellera d'Instrucció Pública per José Canalejas.
Amb aquesta quedava derogada una Reial Ordre de 1888 vigent fins aleshores que permetia a les dones ser admeses als estudis oficials com a alumnes d'ensenyament privat, i prescrivia que quan alguna dona sol·licités matrícula en l'ensenyament oficial –i no en el privat– calia consultar a la superioritat perquè aquesta resolgués en cada cas el que cregués oportú, amb els retards de tramitació (que podien arribar a ser d'un any) i possibles arbitrarietrats que això implicava.
Amb la derogació d'aquesta Ordre per mitjà de la nova Ordre de 8 de març de 1910, es decideix que «es concedeixin, sense necessitat de consultar a la Superioritat, les inscripcions de matrícula en ensenyament oficial o no oficial sol·licitades per les dones, sempre que s'ajustin a les condicions i les regles establertes per a cada classe i grup d'estudis».
L'Ordre fou signada pel rei Alfons XIII i pel ministre del ram, Romanones, és a dir, Álvaro de Figueroa y Torres, comte de Romanones i Ministre d'Instrucció Pública des de 1909. És un fet casual que l'Ordre portés aquesta data, que després seria tan significativa per a les reivindicacions de les dones.
L'Estat Espanyol portava molt de retard en aquest aspecte també, en comparació amb altres països d'Europa, on les dones van tenir accés als estudis universitaris entre 1850 i 1890. Les primeres universitats a admetre dones van ser les de París i Zuric,  seguides de les de Regne Unit, Bèlgica, Dinamarca, Itàlia i Alemanya. La incorporació massiva de la dona a la universitat espanyola a partir de 1910 va lligat al creixement de l'economia espanyola en la segona part del segle XX: al 1940 les dones representaven el 12,6% dels estudiants, al 1970 el 31%, al 2000 el 53%, que arribava al 54% el 2010.